# David Catcheside
David Guthrie Catcheside FRS (31 de maio de 1907 – 1 de junho de 1994) foi um geneticista de plantas britânico.
Estudou na Strand School e no King's College de Londres (BSc). Foi lecturer de botânica do King's College de Londres de 1933 a 1936, e da Universidade de Cambridge de 1937 a 1950. Foi professor de genética da Universidade de Adelaide de 1952 a 1955, professor de microbiologia da Universidade de Birmingham de 1956 a 1964 e professor de genética da Universidade Nacional da Austrália de 1964 a 1972.
Foi eleito um membro da Royal Society em 1951. Foi também fellow do King's College de Londres e do Trinity College (Cambridge).

## Estudos
Em 1931 David Catcheside propôs a ideia de que há evidência de parasinapse nas plantas oenothera, baseado em seu arranjo de cromossomos.